# Грибова Олександра Григорівна
Олександра Григорівна Грибова (нар. 21 травня 1943 — ?) — українська радянська діячка, новатор сільськогосподарського виробництва, доярка колгоспу «Заповіти Леніна» Свердловського району Луганської області. Депутат Верховної Ради УРСР 8-го скликання.

## Біографія
На 1960—1970-ті роки — доярка колгоспу «Заповіти Леніна» Свердловського району Луганської області.
Потім — на пенсії у селі Астахове Свердловського (Довжанського) району Луганської області.

## Нагороди
- ордени
- медалі